# Laaghalen
Laaghalen is een buurtschap in de gemeente Midden-Drenthe, in de Nederlandse provincie Drenthe.
De buurtschap is gelegen ten westen van de autosnelweg A28, ongeveer halverwege tussen Beilen en Assen. Aan de oostkant van de rijksweg ligt Hooghalen. Onder plaats valt het formeel. Het wordt ook esdorp genoemd.
Tot de 18e eeuw werd er nog geen onderscheid gemaakt tussen Hooghalen en Laaghalen. Laaghalen is waarschijnlijk een middeleeuwse afsplitsing van Hooghalen. Beide plaatsen maakten deel uit van de boermarke van Haelen. Pas in 1864 is de marke in tweeën gesplitst, hoewel de dorpen toen al zelfstandig functioneerden. Sinds de 20ste eeuw is Laaghalen een buurtschap.
In 1840 kende het 77 inwoners, in 2004 100 en 2010 95 inwoners.
Hoofdplaats: Beilen

Overige kernen: Alting · Balinge · Beilervaart · Bovensmilde · Brunsting · Bruntinge · De Polle · Drijber · Elp · Eursing · Eursinge · Garminge · Hijken · Hijkersmilde · Holthe · Hoogersmilde · Hooghalen · Klatering · Laaghalen · Laaghalerveen · Lieving · Lievingerveld · Makkum · Mantinge · Nieuw-Balinge · Norgervaart (deels) · Oosthalen · Oranje · Orvelte · Smalbroek · Rheeveld · Smilde · Spier · Terhorst · Westerbork · Wijster · Witteveen · Zuidveld · Zwiggelte

Drenthe: Steden en dorpen      Nederland: Provincies · Gemeenten